# Allstars (musikgrupp)
Allstars, ofta skrivet allSTARS var en brittisk musikgrupp som var verksamma 2001 och 2002.
Medlemmar i gruppen var Sam Bloom, Thaila Zucchi, Ashley Taylor Dawson, Rebecca Hunter och Sandi Lee Hughes. Första bokstaven i vardera gruumedlems förnamn bildar då ordet STARS tillsammans.
Bland deras större framgångar märks låten Things That Go Bump In The Night.